# Girolamo Bardi (Geisteswissenschaftler)

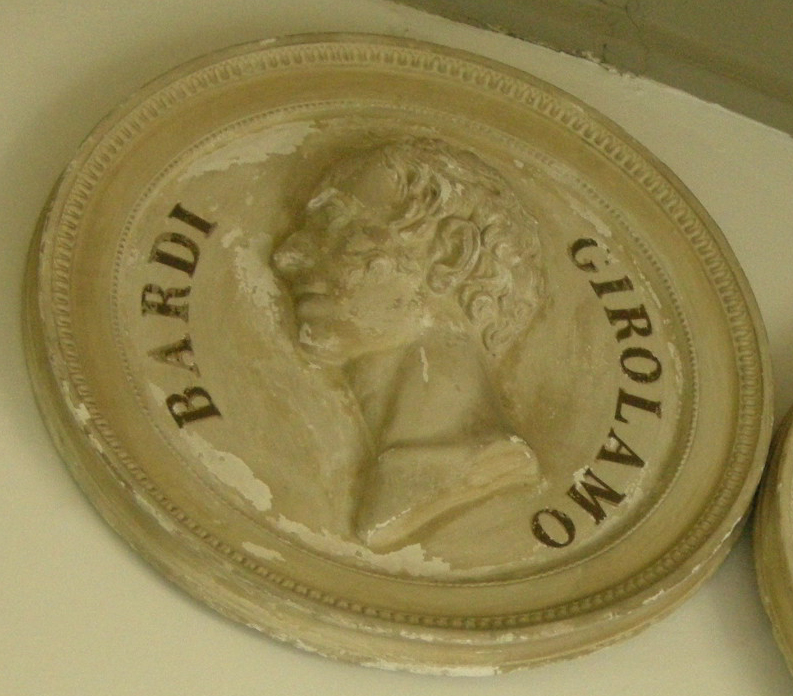
Darstellung Bardis im Museo della specola zu Florenz

Girolamo Arcangelo Antonio Bardi (* 25. August 1777 in Vernio; † 28. Februar 1829 in Florenz) war ein italienischer Natur- und Geisteswissenschaftler, dazu Pädagoge.

## Leben und Werk
Girolamo Bardi wurde in eine der vermögendsten Familien des Großherzogtums Toskana geboren und auf den Namen Girolamo Arcangelo Antonio getauft. Er war der Sohn des Grafen (Conte) Cosimo Gualterotto und seiner Frau Eleonora Dainelli. Sein erster Präzeptor war Pater Carlo Alessi, der später zu seinem Sekretär wurde, dann Pater Giovanni Babbini, Lektor in den Fächern Philosophie, klassische Sprachen und Mathematik am Seminario maggiore arcivescovile di Firenze. Um seine Bildung abzurunden, hielt er sich als Page am Hof Leopolds II. auf.
Bardi interessierte sich für die Experimente, die im Labor des Cosimo Ridolfi durchgeführt wurden. Am 17. August 1797 reichte er eine Dissertation an der Accademia dei Georgofili ein, die sich mit der Kristallisierung der Fossilien befasste. In einer weiteren Dissertation setzte er sich im folgenden Jahr mit der Wärmelehre und dem Licht auseinander. Zunehmend befasste er sich mit Fragen der Geologie und der Mineralogie, wobei er zahlreiche Fundstücke dem Museum zur Verfügung stellte. Auch begann er, Bücher zu sammeln.
Am 6. März 1799 wurde er Socio der Accademia dei Georgofili, wo er Kontakte zu anderen Gelehrten der Toskana anknüpfte, darunter Giovanni Fabbroni, Neri Maria Corsini und Leonardo Frullani, aber auch zu dem Mathematiker und Verfechter der Einheit Italiens Pietro Ferroni sowie dem Mediziner Francesco Chiarenti.
1801 las seine Memoria sul danno pubblico e privato degli affitti a breve in Toscana, 1802 ein zweites Memorandum Sulla più vantaggiosa forma da darsi alla potatura degli ulivi. Diese Aktivitäten waren für seine Haltung bei der Arbeit im Museo di fisica e storia naturale kennzeichnend, denn er versuchte Theorie und Praxis stärker miteinander zu verbinden. Auch kam er auf diese Art mit Hofleuten in Kontakt, wie den Schwestern Paglicci, die Zugang zu Königin Maria Luisa von Etrurien hatten. 1802 wurde er an der Segreteria del Regio Diritto akkreditiert, 1806 nahm die Königin seine Supplik an und er wurde Sotto-Direttore des Museo di fisica e storia naturale, des wichtigsten wissenschaftlichen Instituts im Großherzogtum. Doch war das Verhältnis zu dessen Direktor Giovanni Fabbroni schwierig. Bardi beklagte sich über Feindseligkeiten seines Vorgesetzten. Die Königin ersetzte den Direktor durch Bardi. In dieser Stellung blieb er bis zu seinem Tod.
Zu den von Fabbroni geschaffenen Abteilungen für Botanik und Anatomie kamen nun solche für Chemie, theoretische und angewandte Physik, Astronomie und Naturgeschichte. Die Bibliothek wurde der Öffentlichkeit zugänglich gemacht und ein Liceo gegründet, das am 1807/08 eingerichtet wurde. Dieses sollte der Universität verbunden sein und ihr zuarbeiten. Bardi wurde am 14. März zum Generaldirektor der öffentlichen Bildung ernannt. Doch mit dem Ende der Bourbonenherrschaft in der Toskana musste Bardi seinen Plan für ein umfassendes Istituto di Etruria aufgeben.
Als Napoleon im März 1809 die Toskana in Besitz nahm, blieb Bardi weiterhin im Umfeld des Hofes. Der neuen Königin Elisa Bonaparte widmete er die erste Ausgabe der Annali. Auch das Museum konnte seine Acquisitionspolitik fortsetzen. Bardi hatte bereits 1805 erstmals Kontakt mit Napoleon aufgenommen, als er als Botschafter nach Mailand entsandt worden war. 1809 ernannte ihn Napoleon zum Botschafter in Paris. Er wurde zum Kammerherrn der Großherzogin ernannt und zum Baron des Kaiserreichs erhoben. Am 15. Januar 1810 erhielt er den Titel eines Cavaliere der Ehrenlegion.
Als Großherzog Ferdinand III. auf den Thron zurückkehrte, wurde das Liceo geschlossen und Bardi musste sich ausschließlich auf seine Mineraliensammlung konzentrieren, womit seine pädagogische Tätigkeit zum Erliegen kam. Doch 1818 gründete er die Florentiner Scuola di mutuo insegnamento, die bald von der Via dei Malcontenti in die Via Ghibellina umzog und damit in der Nähe des ehemaligen Nonnenkonvents San Iacopo lag, wo die Schüler kostenlos unterrichtet wurden. Bardi selbst übernahm die Lebenshaltungskosten der Schüler. Dabei legte er Wert auf Volksbildung auch im künstlerischen Bereich. Auf der Grundlage seiner testamentarischen Verfügungen konnte 1865 das Pio Istituto de’ Bardi seine Pforten öffnen.
Zwischen 1819 und 1826 publizierte Bardi zu seinem Piano, ed oggetto di una Società per l'istruzione, e riforma dei delinquenti und veröffentlichte seine Memoria sulla maniera di trattare i carcerati per renderli utili alla società e a se stessi (‚Memorandum über die Art und Weise wie man die Gefangenen behandeln sollte, um sie für die Gesellschaft und sich selbst nützlich zu machen‘). Von 1821 bis 1823 war er Bibliothekar der Einrichtung, ihm folgte Guglielmo Libri Carucci dalla Sommaja im Amt.
Erst 1825 kam es zu einer bescheidenen Wiederaufnahme seiner Tätigkeit am Liceo, doch lehnte Leopold II. weitere Ideen ab.
Bardi starb 1829 an Tuberkulose, an der er schon seit Jahren litt. Mit ihm starb das letzte Mitglied der Familie der Bardi.
Seine private Bibliothek war auf mehrere Standorte verteilt, darunter im Borgo Santa Croce 71, unweit des Palazzo Bardi, dann in der Villa Antinori delle Rose bei Galluzzo und in der Villa di San Vivaldo unweit Montaione. 1892 wurde der Bestand in die Bibliothek der Facoltà di Lettere e Filosofia der Universität Florenz inkorporiert. Die 13.600 gedruckten Bände aus der Zeit ab dem 16. Jahrhundert gingen ebenfalls dorthin, während die Büchersammlung des Pio Istituto dem Staatsarchiv Florenz im selben Jahr gestiftet wurde. Zu diesen Beständen gehören zahlreiche Privatdokumente der Familie Bardi, ein Urkundenfonds sowie eine Sektion Manuskripte und Druckwerke. Auch Girolamo Bardis Korrespondenz sowie seine administrativen Hinterlassenschaften befinden sich im Staatsarchiv.

## Publikationen (Auswahl)
- Prospetto sugli avanzamenti delle scienze fisiche in Toscana, in: Annali del Museo imperiale di fisica e storia naturale di Firenze 1 (1808) 1–26.
- Osservazioni mineralogiche sopra alcuni luoghi adiacenti la pianura di Prato, in: Annali del Museo imperiale di fisica e storia naturale di Firenze 2 (1810) 163–192. (Digitalisat)
- Sulla più vantaggiosa forma da darsi nella potatura agli ulivi, in: Atti della Imperiale Società economica di Firenze ossia de’ Georgofili 6 (1810) 163–173.
- Memorie sulla scuola di mutuo insegnamento fondata in Firenze il 3 dicembre 1818 aperta gratis il 3 febbraio 1819 dal conte Girolamo De Bardi, Florenz 1819.
- Memoria sulla maniera di trattare i carcerati per renderli utili alla società e a se stessi, letta all’adunanza dell’Accademia de’ Georgofili di Firenze il dì 2 luglio 1820, Luigi Pezzati, Florenz 1821.
- Sul metodo di insegnamento del signor Hamilton, portato in Italia dal signor Skene. Memoria letta all’Accademia de’ Georgofili dal conte Girolamo de’ Bardi nella seduta del 5 febbraio 1826, in: Antologia 22 (1826) 89–99.